# هوپفینگن
هوپفینگن (به آلمانی: Höpfingen) یک شهر در آلمان است که در نکار-ادنوالد واقع شده‌است. هوپفینگن ۳٬۰۳۵ نفر جمعیت دارد.